# Bremer Institut für Kanada- und Québec-Studien
Das Bremer Institut für Kanada- und Québec-Studien (BIKQS) ist ein Institut an der Universität Bremen. Es wurde eingerichtet, um Studien zu Kanada inklusive der Provinz Québec zu fördern. Dies geschieht interdisziplinär, also unter Beteiligung von Lehre, Forschung und Studierenden der am Thema beteiligten Disziplinen. Dazu gehören die Romanistik, die Anglistik und Amerikanistik, aber auch die General Studies. Ziel ist es, ein „transversales interdisziplinäres Zertifikatstudium“ Kanada- und Québec-Studien zu entwickeln. Zugleich setzen sich die Institutsmitglieder für eine Intensivierung des wissenschaftlichen Austausches auf der Ebene der Lehrenden, Forscher bzw. Forschungsgruppen sowie der Studierenden und Promovierenden ein. Dies geschieht in der Form von öffentlichkeitswirksamen Präsentationen von Forschungsergebnissen, durch die Begegnung mit kanadischer und Québecer Kultur und die Vermittlung von Kenntnissen über Kanada und Québec in Form von Veranstaltungen und Publikationen. Darüber hinaus wurden Kooperationen mit zwei kanadischen Universitäten in Montréal und Guelph bei Toronto vereinbart; weitere Ziele sind die Einrichtung einer Gastprofessur sowie eines studentischen Austauschprogramms.

## Lehre
In den BA-Studiengängen der Anglistik/Amerikanistik und der Romanistik werden Module mit anglo- und franko-kanadistischem Inhalt sowohl im Pflicht- und Wahlpflichtangebot der Kernbereiche als auch in den übergreifend anwählbaren General Studies angeboten. Nach einer voll ausgebauten BA- und MA-Struktur ist die Einrichtung eines transversalen interdisziplinären Zertifikatstudiums Kanada- und Québec-Studien möglich, das mittelfristig in einen europäisch-kanadischen Konsortiumverbund (EACEA) münden soll.
Seit 2006 finden der Kanadische Sommer, eine Veranstaltungsreihe mit Vorträgen zu institutsrelevanten Themen, sowie regelmäßige Tagungen an der Universität Bremen statt. Neben Angehörigen der Universität  gehören Autoren sowie Lehrende deutscher, europäischer und kanadischer Universitäten zu den Vortragenden; Studierende erhalten die Möglichkeit, mit ihrer Teilnahme Kreditpunkte zu erwerben. 

## Forschung
Die Intensivierung der auf Kanada und Québec bezogenen Forschung sowie die Förderung des wissenschaftlichen Nachwuchses gehören zu den vorrangigen Aufgaben des BIKQS, dessen interdisziplinäre Zusammensetzung innovative Projekte mit mehrperspektivischem Zugriff begünstigt. Bilaterale Vorhaben beinhalten die Einrichtung gemeinsamer Forschergruppen, wodurch Projekte wie Regards croisés von Helga Bories-Sawala an der Universität Montréal ermöglicht werden. Es bezieht Kanada- und Québec-Bilder in mehreren europäischen Ländern sowie die Europawahrnehmung einiger Teilgesellschaften Kanadas in einer zeithistorischen Perspektive aufeinander. Dabei stehen die Darstellungen in Medien und Literatur im Mittelpunkt. Unterstützung findet das Projekt durch das CERIUM, das Zentrum für Internationale Studien und Forschungen der Universität Montréal.
In einem weiteren Forschungsprojekt untersucht Norbert Schaffeld am Beispiel der Shakespeare-Rezeption Prozesse der Identitätskonstitution. Er wurde als einziger europäischer Wissenschaftler in das Advisory Board des größten digitalen Shakespeare-Archivs berufen. Es ist an der University of Guelph angesiedelt.

## Kooperationen
Besonders enge Beziehungen bestehen mit der University of Guelph und der Université de Montréal.
Während seines Forschungsaufenthaltes an der University of Guelph konnte Norbert Schaffeld Kontakte mit Vertretern dieser Universität knüpfen. Dabei stehen die School of English and Theatre Studies sowie die School of Languages and Literatures im Mittelpunkt. Auf der Basis eines fachwissenschaftlichen Dialogs soll ein studentisches Austauschprogramm realisiert werden, von dem – vor dem spezifischen Migrationshintergrund der Provinz Ontario – auch die Germanistik, die Geschichte, die Soziologie sowie die Politikwissenschaft an der Universität Bremen profitieren. 
Eine Universitätspartnerschaft mit der größten frankophonen Universität Kanadas, der Université de Montréal, wurde im Anschluss an ihren Aufenthalt als Gastprofessorin 2005/2006 von Helga Bories-Sawala mit der Direction des Affaires Internationales vorverhandelt. An der kanadischen Universität würden sich das Kanadische Zentrum für Deutschland- und Europa-Studien (CCEAE), das Zentrum für Internationale Studien und Forschungen der Universität Montréal (CERIUM), das Interuniversitäre Forschungszentrum für Literatur und Kultur Québecs (CRILCQ), das Institut für Europastudien (IES/EUCE) und die Fachbereiche Geschichte, Soziologie, Politikwissenschaft sowie die Institute für Deutschlandstudien und Französischsprachige Literaturen in die Partnerschaft einbringen.
Beide Partnerschaften sollen den Austausch intensivieren und gemeinsam ausgerichtete Forschungsprojekte, Tagungen und Publikationen durchführen. In erster Linie dient es aber dem Austausch von Studierenden, die an den Partneruniversitäten bevorzugte Konditionen, etwa bei Studiengebühren und Unterkunftsvermittlung erhalten. Im Mai 2011 wurden zwei entsprechende Verträge abgeschlossen, die Carmelita Görg, Beauftragte für Nordamerika-Beziehungen der Universität Bremen und Helga Bories-Sawala, Sprecherin des Instituts für Kanada- und Québec-Studien, mit den Universitäten Universität Ottawa und Montréal über gesamtuniversitäre Kooperationen abschlossen. Darin sind der Austausch von Studierenden ab dem Wintersemester 2011/12, Sommerschulen und der Austausch von Dozenten vorgesehen.
Darüber hinaus bestehen Kontakte zur University of Toronto, zur York University bzw. dem Glendon College, zur Université de Moncton, zur Université du Québec à Montréal sowie zur Université Laval.

## Öffentlichkeitsarbeit, Tagungen
Vorträge, Lesungen, Schulveranstaltungen und kulturelle Veranstaltungen finden nicht nur auf dem Campus der Universität statt, sondern an verschiedenen Orten im Bundesland Freie Hansestadt Bremen. Dabei bestehen Kooperationen mit dem örtlichen Institut français, der Landeszentrale für politische Bildung Bremen, dem Überseemuseum und dem Deutschen Auswandererhaus in Bremerhaven. Eine entsprechende Zusammenarbeit mit Theatern und Kinos ist vorgesehen.
In Zusammenarbeit mit anderen Kulturträgern und -einrichtungen werden Tagungen durchgeführt, wie im November 2010 zum Thema Der Hohe Norden – The Far North – Le Grand Nord im Bremer Überseemuseum.

## Logo
Das Logo des Instituts greift die Bremer Stadtmusikanten auf, die aus Esel, Hund, Katze und Hahn bestehen, und ersetzt sie durch Elch, Bär, Biber und Seetaucher (loon).